# Эвербек, Франц
Франц Клеменс Эвербек (англ. Franz Klemens Ewerbeck; 15 апреля 1839, Браке — 16 июня 1889, Ахен) — немецкий архитектор, профессор Высшего технического училища в Ахене, один из инициаторов стиля «кирпичной готики».

## Биография

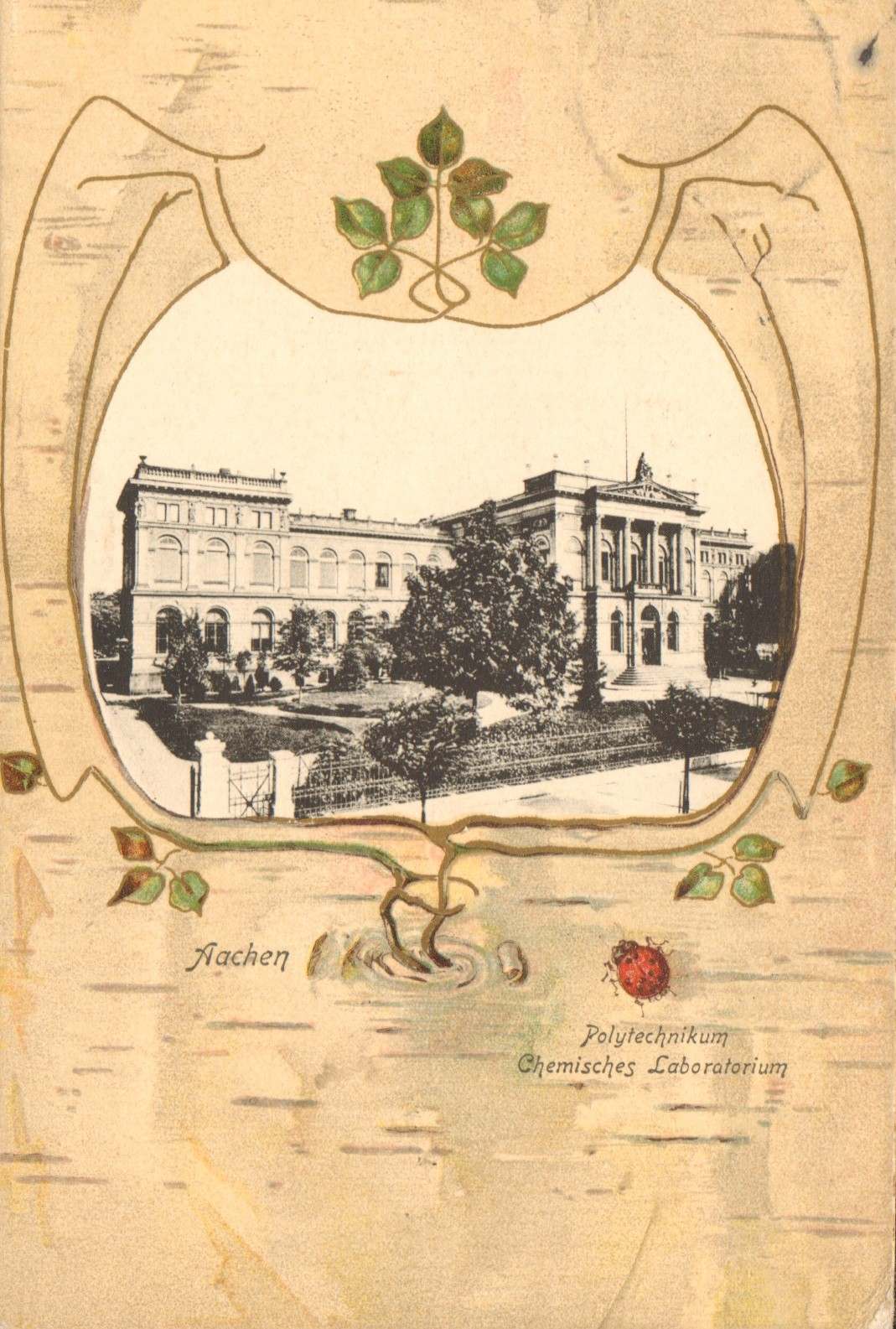
Химическая лаборатория Высшего технического училища. Ахен (разрушена во время Второй мировой войны)

Вокзал в Бад-Бентхайме

С 1857 по 1861 год Франц Эвербек изучал архитектуру у Конрада Вильгельма Хазе в Ганноверском политехническом институте, а затем в Берлинской строительной академии. После этого Эвербеку в течение нескольких лет поручалось строительство различных немецких и голландских железных дорог, в том числе с 1867 по 1870 год для Ганноверской и Оснабрюкской железнодорожной дирекции Прусских государственных железных дорог.
В 1870 году он получил докторскую степень и приглашение занять место профессора теории архитектурных форм, орнамента и малой архитектуры на архитектурном факультете Высшего технического училища в Ахене. Он возвёл несколько частных и общественных зданий, а также участвовал в различных конкурсах, как, например, на проект расширения города Ахена, проект городской ратуши для Висбадена.
Вначале Франц Эвербек проектировал здания в неоготическом стиле в духе Хазе, но позднее, согласно эстетике периода историзма, предпочел строить в стиле немецкого неоренессанса. Чтобы расширить свои знания, он предпринял несколько учебных поездок в Италию, на юг Франции, в Бельгию и Нидерланды. Вместе со своим коллегой из Ахена Карлом Генрици он пропагандировал «живописную» архитектуру и распространение стиля «кирпичной готики». При этом он воспользовался не только идеями своего учителя Хазе, но и Ганноверской архитектурной школы.
Вместе с инженером Отто Инце он проектировал новое здание химического института RWTH Ахена, строительство которого было завершено в 1879 году. В это время Эвербек также участвовал в неоготическом расширении западной башни и западного фасада Ахенского собора по собственному проекту, придерживаясь старого готического архитектурного стиля. Он также разработал планы железнодорожного вокзала Аахен-Норд на железной дороге Ахен-Юлих, военного мемориала на католическом кладбище и реставрации ратуши Ахена после городского пожара в 1883 году. Он также представил на конкурс проекты евангелическо-лютеранской церкви Св. Вильхади в Штаде и реставрации старой ратуши в Дортмунде. Он также участвовал в нескольких проектах частных зданий в Ахене, Бад-Бентхайме и Лемго. Его проекты расширения города Ахена, ратуши Висбадена и атриума перед Ахенским собором были удостоены наград.

## Публикации Франца Эвербека
- Архитектурные проекты и строительные работы (Architektonische Entwürfe und Bauausführungen. Ch. Claesen, Berlin 1880).
- Ренессанс в Бельгии и Голландии (Die Renaissance in Belgien und Holland. 2 Bände, aufgenommen und herausgegeben von Franz Ewerbeck unter Mitwirkung von Albert Neumeister, Henri Leeuw, Emil Mouris / Seemann, Leipzig 1891).
- Справочник по архитектуре. Часть 3: Строительные конструкции. Том 2: Конструкции, ограничивающие пространство. Часть 2: Заборы, парапеты и перила (Handbuch der Architektur, Teil 3: Hochbau-Constructionen, Band 2: Raumbegrenzende Constructionen, Heft 2: Einfriedungen, Brüstungen und Geländer. Bergsträsser, Darmstadt 1891).